# Athyrium lantangense
Athyrium lantangense är en majbräkenväxtart som beskrevs av Fraser-jenk. Athyrium lantangense ingår i släktet Athyrium och familjen Athyriaceae. Inga underarter finns listade.